# Saison 13 de Chicago PD
 (août 2025).
Si vous disposez d'ouvrages ou d'articles de référence ou si vous connaissez des sites web de qualité traitant du thème abordé ici, merci de compléter l'article en donnant les références utiles à sa vérifiabilité et en les liant à la section « Notes et références ».
 (août 2025).
Chronologie
Saison 12
Cet article présente le guide des épisodes de la treizième saison de la série télévisée américaine Chicago PD.
Cette saison contient treize épisodes.

## Distribution

### Acteurs principaux
- Jason Beghe (VF : Thierry Hancisse) : Sergent Henry « Hank » Voight
- Marina Squerciati (VF : Olivia Nicosia) : Détective Kim Burgess
- Patrick Flueger (VF : Sébastien Desjours) : Lieutenant Adam Ruzek
- LaRoyce Hawkins (VF : Daniel Lobé) : Lieutenant Kevin Atwater
- Benjamin Levy Aguilar (VF : Simon Koukissa-Barney) : Officier Dante Torres
- Amy Morton (VF : Françoise Vallon) : Sergent Trudy Platt
- Arienne Mandi : Officer Naomi Kerr

## Liste des épisodes

### Épisode 1:Titre inconnu en français
- États-Unis /  Canada : 1er octobre 2025 sur NBC / Citytv